# Kasztelan (piwo)
Kasztelan – wspólna nazwa grupy piw warzonych przez Browar Kasztelan w Sierpcu należący do grupy piwowarskiej Carlsberg Polska SA. Piwo pod wspólną marką "Kasztelan" warzone jest w kilku odmianach jako piwo jęczmienne, pszeniczne, mocne, niefiltrowane czy niepasteryzowane.

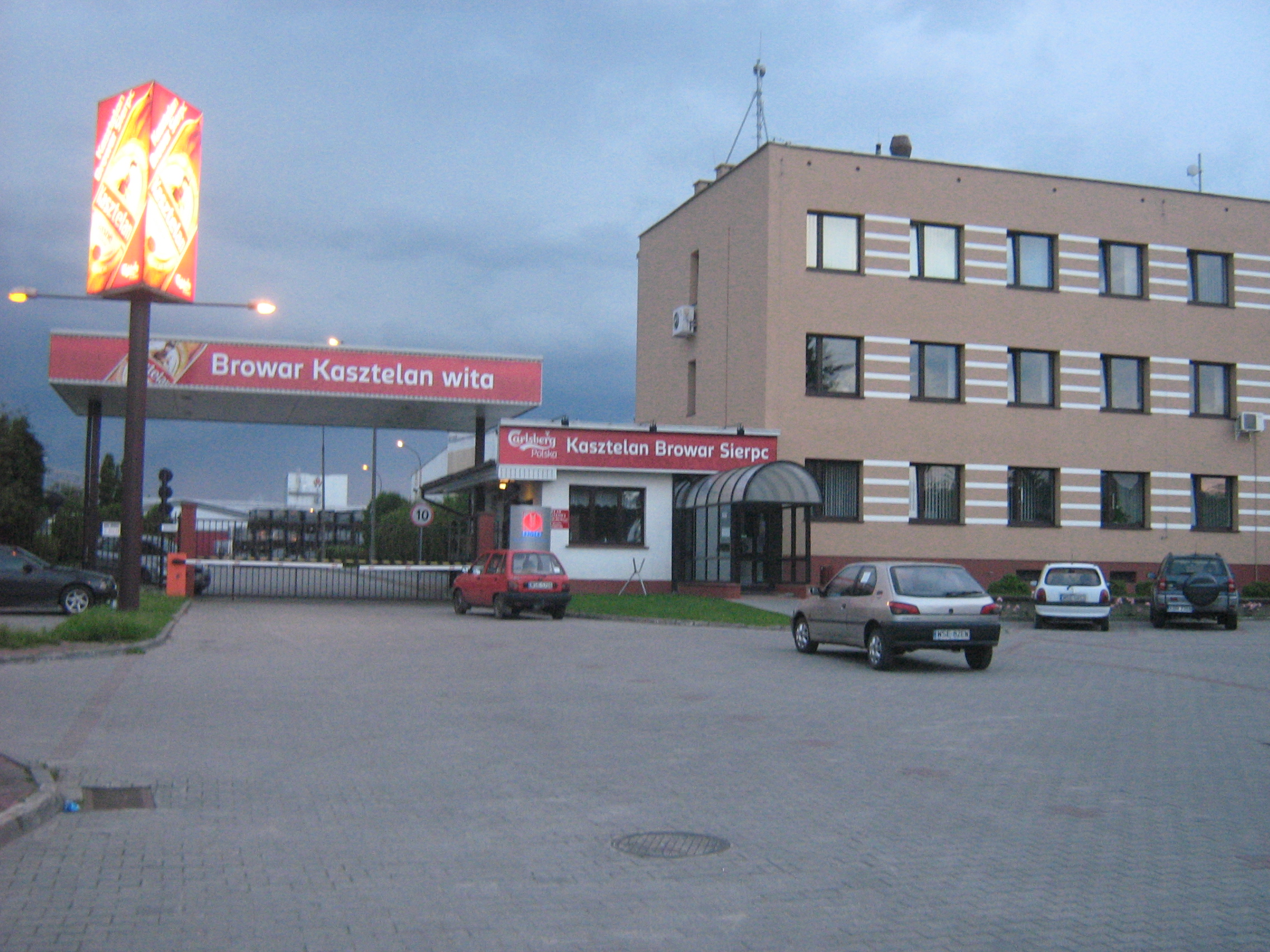
Browar Sierpc
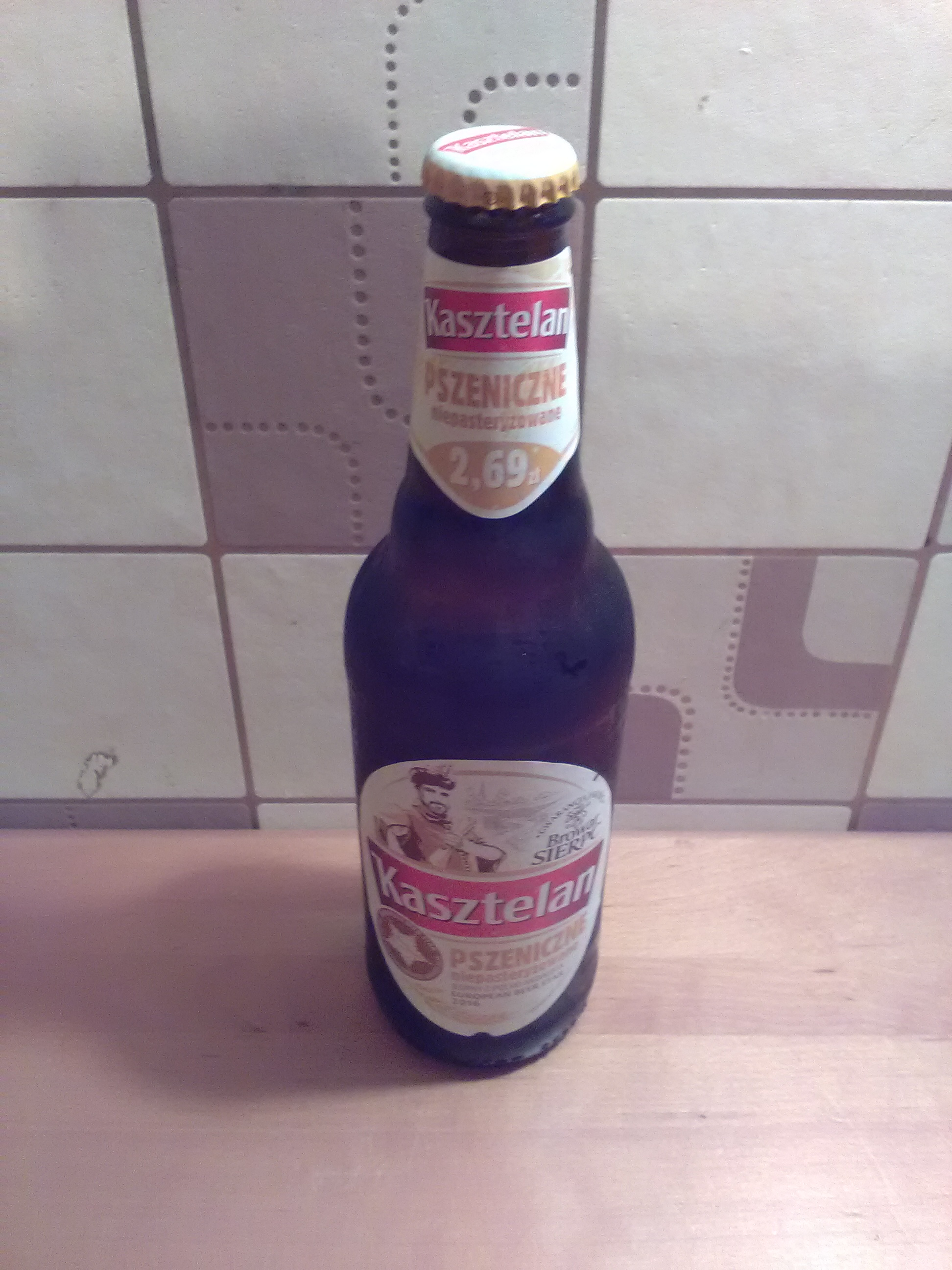
Piwo Kasztelan Pszeniczne niepasteryzowane.

## Rodzaje piwa Kasztelan
Kasztelan Jasne Pełne – piwo jasne o zawartości ekstraktu w brzeczce 12,5°Blg oraz zawartości alkoholu 5,7%
Lista nagród dla piwa Kasztelan Jasne Pełne:
- 2009: Srebrny medal w konkursie Monde Selection[3]
- 2003: Tytuł Piwo Roku przyznawany przez Towarzystwo Promocji Kultury Piwa Bractwo Piwne[4]
- 2002: Złoty medal na XV Łódzkim Festiwalu Piw Polskich
- 2002: I miejsce na XXXII Ogólnopolskim Święcie Chmielarzy i Piwowarów "Chmielaki Krasnostawskie"[5]
- 2001: I miejsce na XXXI Ogólnopolskim Święcie Chmielarzy i Piwowarów "Chmielaki Krasnostawskie"[5]
- 2000: II miejsce na XXX Ogólnopolskim Święcie Chmielarzy i Piwowarów "Chmielaki Krasnostawskie"[5]

Kasztelan Niepasteryzowane – piwo jasne, niepasteryzowane o zawartości alkoholu 4,6%.
Lista nagród dla piwa Kasztelan Niepasteryzowane:
- 2010: Złoty medal w międzynarodowym konkursie Monde Selection w Brukseli[6].

Kasztelan Mocne – piwo jasne o zawartości ekstraktu w brzeczce 14,6° Blg oraz zawartości alkoholu 6,6%
Kasztelan Specjały Białe – piwo warzone na słodzie jęczmiennym oraz pszenicznym o delikatnym smaku i zawartości alkoholu 5,4%.
Kasztelan Specjały Chmielowe – piwo warzone na tradycyjnej polskiej odmianie chmielu (Marynka) o goryczkowym smaku. Jest to piwo typu German Pilsner (Pils) o zawartości alkoholu 5,2%.
Kasztelan Specjały Niefiltrowane – piwo warzone z pominięciem etapu filtracji o pełnym, rześkim smaku z wyczuwalnymi słodowymi nutami. Jest to piwo typu Lager o zawartości alkoholu 5,5%.